# Thoosa mollis
Thoosa mollis är en svampdjursart som beskrevs av Wilhelm Volz 1939. Thoosa mollis ingår i släktet Thoosa och familjen borrsvampar. Inga underarter finns listade i Catalogue of Life.